# 科爾菲爾 (阿拉巴馬州)
科爾菲爾（英語：Coal Fire）是一個位於美國阿拉巴馬州皮肯斯縣的非建制地區。該地的面積和人口皆未知。

## 地理
科爾菲爾的座標為33°08′28″N 88°02′19″W / 33.14111°N 88.03861°W，而該地的平均海拔高度為86米（即282英尺）。